# El Nayar
El Nayar è un comune del Messico, situato nello stato di Nayarit, il cui capoluogo è la località di Jesús María.
La municipalità conta 42.514 abitanti (2015) e ha un'estensione di 5.140,34 km²; si tratta della municipalità più vasta di tutto lo stato.
Il nome ricorda il capo Cora Nayar, difensore della sua tribù.